# I Portali
I Portali é um complexo de arranha-céus da cidade de Milão, na Itália.

## História
O complexo foi desenvolvido por COIMA e projetado pelo escritório de arquitetura de Antonio Citterio e Patricia Viel. Em julho de 2022, foi anunciado que a torre mais alta seria alugada para a empresa de auditoria e consultoria KPMG, tornando-se sua nova sede em Milão.

## Descrição
O complexo é composto por dois edifícios, sendo o mais alto com 104 metros e 24 andares. O corpo dessa torre consiste em dois volumes principais de diferentes alturas, mantendo sua forma inalterada ao longo do desenvolvimento vertical. Esses volumes estão dispostos perpendicularmente à Via Melchiorre Gioia.
O edifício contará com os primeiros elevadores da Itália com duas cabines independentes no mesmo poço, permitindo tempos de espera reduzidos e um uso mais eficiente do espaço interno.